# Sandy Firmansyah
Muhamad Sandy Firmansyah (sinh ngày 7 tháng 7 năm 1983) là một cầu thủ bóng đá người Indonesia hiện tại thi đấu cho Sriwijaya ở Liga 1.